# Казанская церковь (Давид-Городок)
Казанская церковь (церковь Казанской иконы Божией Матери) — приходская церковь Столинского благочиния Пинской и Лунинецкой епархии Белорусского экзархата Русской православной церкви в Давид-Городке.

## История
До 1844 года на этом месте, на торговой площади города, существовала деревянная Воскресенская церковь. С 1848 года на этом месте действовал деревянный костёл Божьего Тела, который сгорел в 1890 году. В 1913 году возведена современная церковь.

## Архитектура
Церковь построена в русском стиле. Имеет сложную объёмно-пространственную композицию: притвор, звонница над трапезной, молитвенный зал кубообразной формы, полукруглая апсида, к которой пристроены округлые ризницы. Над основным объёмом находятся 5 крупных куполов, а также купол над звонницей, маковки над приделами и апсидой. На фоне стен из неоштукатуренного красного кирпича выделяются белые декоративные элементы: аркатурные, городчатые и шириночные фризы, килеподобные наличники и бровки окон, угловые лопатки. Оконные проёмы имеют арочную форму. Аналогично зданию церкви оформлена входная брама с тремя арками, которую венчают луковичная головка по центру и две шатровых головки по бокам. В комплекс церкви также входит часовня восьмигранной формы, завершающаяся шатром с луковичной головкой. Декор часовни, также белый на краснокирпичном фоне, представлен шириночным фризом, наличниками, угловыми лопатками.